# Shahrestān-e Kherāmeh
Shahrestān-e Kherāmeh (persiska: شهرستان خرامه, خرامه) är en delprovins (shahrestan) i Iran.   Den ligger i provinsen Fars, i den centrala delen av landet, 700 km söder om huvudstaden Teheran.
Delprovinsen hade 54 864 invånare 2016.